# Caulophacus polyspicula
Caulophacus polyspicula är en svampdjursart som beskrevs av Konstantin R. Tabachnick 1990. Caulophacus polyspicula ingår i släktet Caulophacus och familjen Rossellidae. Inga underarter finns listade i Catalogue of Life.